# Desa Mojosarirejo (administrativ by i Indonesien, lat -7,34, long 112,59)
Desa Mojosarirejo är en administrativ by i Indonesien.   Den ligger i provinsen Jawa Timur, i den västra delen av landet, 600 km öster om huvudstaden Jakarta.